# Châtillon-sur-Indre
Châtillon-sur-Indre es una comuna francesa situada en el departamento de Indre, en la región de Centro-Valle del Loira.

## Demografía
| 3479 | 3658 | 3624 | 3526 | 3262 | 3119 | 2360 |
| Para los censos de 1962 a 1999 la población legal corresponde a la población sin duplicidades (Fuente: INSEE [Consultar]) |      |      |      |      |      |      |